# Parastate
Un parastate est, en architecture, un élément porteur vertical incrusté dans un mur ; il est utilisé - par exemple - dans l'architecture du Quattrocento.